# Reds
Reds (en español: Rojos) es una película de 1981 dirigida, producida, escrita y protagonizada por Warren Beatty. Forma parte del AFI's 10 Top 10 en la categoría "Películas épicas".
Está basada en la vida del periodista y escritor John Reed, quien en su libro Diez días que estremecieron el mundo narró la Revolución rusa de 1917.
Además de Beatty, los principales protagonistas de la película son Diane Keaton, Edward Herrmann, Jerzy Kosinski, Jack Nicholson, Paul Sorvino, Maureen Stapleton, Ramon Bieri, Nicolas Coster y M. Emmet Walsh. En la película también aparece Gene Hackman, haciendo una pequeña intervención. La obra fue adaptada por Warren Beatty, Peter S. Feibleman (no aparece en los créditos), Trevor Griffiths, Elaine May (no aparece en los créditos) y Jeremy Pikser.
Parte del rodaje fue filmado en las ciudades españolas de Sevilla, Granada, Guadix y Madrid.

## Argumento
La película está dedicada a la vida y obra del periodista, prosista y socialista estadounidense John Reed, así como a su relación con su futura esposa, la periodista Louise Bryant durante el periodo 1915-1920. La película contiene entrevistas con contemporáneos y amigos de los personajes principales, así como con personajes históricos, incluido Scott Nearing, un activista por la paz estadounidense y radical de 98 años. Otros testigos incluyen a la periodista estadounidense Dorothy Frooks, el influyente periodista George Seldes y el escritor Henry Miller.
Portland, Oregón, 1915. La socialité Louise Bryant (Diane Keaton) asiste a su propia exposición, donde se muestran sus fotografías de desnudos, lo que no agrada a su marido, el dentista Paul Thrullinger (Nicolas Coster). En un club liberal donde se discute la guerra que comenzó hace un año, conoce por primera vez al periodista radical y soltero John Reed (Warren Beatty), a quien convence para una entrevista de toda la noche en su apartamento sobre política internacional. La niña queda intrigada por el idealismo del reportero, los jóvenes se interesan el uno por el otro y deciden reencontrarse, lo que ocurre en una cena con la madre de Reed. Invita a Bryant a ir con él a Nueva York, pero a Louise le preocupa con quién irá allí. Louise comprende que escribir era su única salvación de su decepcionante existencia en la alta sociedad. Divorciada de su aburrido marido, acepta la propuesta de Reed y se traslada a Greenwich Village, Nueva York, a su apartamento con un cartel que dice "Sociedad Inmoral. Adelante".
Louise conoce a la comunidad local de activistas comunistas y gente creativa, incluido el periodista Max Eastman (Edward Herrmann), la anarquista Emma Goldman (Maureen Stapleton) y el dramaturgo Eugene O'Neill (Jack Nicholson). Reed está presente en una reunión de trabajadores comunistas, que es dispersada por anticomunistas armados liderados por un policía. Siguiendo el consejo de John, Louise corrige las repeticiones del artículo y se lo muestra a Horace Whigham, el editor del Metropolitan, quien a sus espaldas considera a Jack un perdedor e intenta coquetear con ella. Louise le hace un berrinche a John, pero rápidamente se reconcilian.
Reed, Bryant, Eugene O'Neill y Max Eastman se mudaron a Provincetown, Massachusetts, donde se concentraron en la escritura y se involucraron en el teatro new wave local.
1916. John, obsesionado con el deseo de cambiar el mundo, parte hacia Chicago, St. Louis, donde participa en huelgas laborales y cubre la Convención Nacional Demócrata, y desde donde le escribe a Louise. En su ausencia, Eugene revela su interés por Louise. Debido a que Louise es partidaria de las relaciones abiertas, comienzan un breve romance. A su regreso, John ve a los amantes besándose, pero se da cuenta de que todavía ama a Louise y le ofrece su mano y su corazón. Después de casarse en secreto, se mudan con Reed a Croton-on-Hudson, al norte de Nueva York. Al enterarse de la boda, Eugene se da cuenta de que Louise lo usó para casarse con Reed y la deja mientras John estaba en Washington.
Reed es encarcelado por llamar a la guerra en una reunión militarista. El médico de Harry advierte a su amigo que si continúa así, su enfermedad renal acabará con él; Reed, al enterarse de que su sistema reproductivo no está dañado, dice que está planeando tener hijos. En una reunión del Partido Socialista de América, Reed, que no es delegado, no recibe respuesta a la pregunta de si los miembros del partido protestarán contra el reclutamiento. El delegado de Boston, Louis Fraina, lo invita a unirse. John descubre el poema de O'Neill, que le dio a Louise antes de irse, ella se da cuenta de que su marido la engañó más de una vez y se va.
París, 1917. Louise, que trabaja activamente para Wigar como corresponsal de guerra, escribe cartas a John, cuya enfermedad progresa y le están extirpando un riñón. Pete Van Werree, amigo de Reed, cree que si los bolcheviques llegan al poder, el frente oriental dejará de existir y la guerra terminará. Reed, que critica al presidente Wilson, ya no se publica. John se entera por Pete que Wigar despidió a Louise hace un par de meses. Los ex cónyuges se reencuentran, a pesar de que los viajes largos y el estrés están contraindicados para Reed. John está convencido de que la revolución pronto se extenderá desde Rusia a otros países y pronto cubrirá todo el mundo. Parte hacia Petrogrado. En el tren se encuentra con el delegado Joe Loyski, a quien vio en la convención de Chicago, quien demuestra conocimiento del idioma ruso. Louise, que ha cambiado de opinión, se sienta a su lado. En el camino, John aprende el idioma y Joe divierte a Louise con bromas. En la frontera ven por primera vez soldados heridos. Uno de ellos, un chico de 14 años con gafas, dice que después de 3 meses en el frente se hizo bolchevique y ya no quiere derramar sangre, Joe se lo traduce a Louise. En la estación, los periodistas son recibidos por el amigo de Reed, Alex Gomberg (Stefan Grief), quien los registra en un apartamento vacío.
John lee en el periódico sobre el levantamiento contra el gobierno de Kerensky. Los periodistas escriben: "Kerensky no le dio al pueblo ni paz ni pan. Todo el mundo sabe que algo debe suceder, pero nadie sabe qué. Petrogrado no cierra los ojos, la noche es el momento de las manifestaciones masivas. Kerensky no conviene a nadie: el los derechistas sueñan con una mano fuerte ", la izquierda quiere la paz, todo el mundo espera que los bolcheviques hablen. El líder bolchevique Lenin es una figura demasiado polifacética para describirlo en pocas palabras."
La pareja se encuentra con Vladimir Lenin (Roger Sloman) en la calle por la noche. Louise logra charlar brevemente con Grigory Zinoviev (Jerzy Kosinski), quien dijo: "A veces, diez años significan menos de un día". "Logré entrevistar a Zinoviev en Smolny. Escuchamos a Trotsky (Stuart Richman) hablar en Smolny. Si Lenin es una idea, entonces Trotsky es una acción, es un agitador nato. La sala en Smolny estaba abarrotada. Alguien pidió Dejen de fumar, y todos recogieron esta consigna, sin dejar los cigarrillos fuera de la boca. Trotsky dijo: “No queremos un levantamiento, pero si Kerensky habla contra nosotros, responderemos golpe a golpe. Y Lenin es un líder que domina a la multitud con el poder de su intelecto. Este hombre no se manifiesta como un orador apasionado como Trotsky y, sin embargo, es Lenin quien determina la estrategia y la táctica de los bolcheviques."
Louise agradece a John por traerla a la ciudad. En la siguiente huelga, un trabajador (Denis Pekarev), que conoce bien el inglés y vive desde hace cuatro años en Nueva York, traduce los discursos de los oradores para John. Al enterarse de que todos pueden hablar, Reed, agitando un periódico enrollado, se dirige a la multitud con un discurso breve pero apasionado sobre la revolución mundial y recibe un estruendoso aplauso. Los bolcheviques cantan "La Internacional". La pasión de Louise y John estalla con renovado vigor, asisten activamente a mítines y reuniones, se convierten en participantes pasivos de la Revolución de Octubre y son testigos del asalto al Palacio de Invierno. Durante el discurso de Lenin, Reed le entrega a Loysky la gorra prometida, quien con precisión arroja el bombín sobre la lámpara de araña. Una pareja celebra el Año Nuevo.
Nueva York, 1918. En la estación, los manuscritos del próximo libro son confiscados por orden del Fiscal General y enviados a Washington. Max Eastman conoce a la pareja. Inspirado por la idea de revolución, Reed intenta llevar el espíritu del comunismo a su país natal. Louise testifica ante un comité anticomunista del Senado estadounidense. Reed visita a Emma Goldman en prisión, quien decide ir a Rusia tras su liberación. Reed se une al Partido Socialista de América. Hay una disputa entre el radical John y el moderado Louis Fraina, el partido está al borde de una división.
Chicago, 1919. Los miembros del comité ejecutivo, encabezados por Reed, no pueden entrar al salón por falta de credenciales. Reed, que ha subido al podio, es expulsado por la policía convocada y algunos de los delegados que cantan "La Internacional" se van con él. El partido recién formado pasa a llamarse unánimemente “Partido Comunista de los Trabajadores de América” y Louis se ofrece en vano a unirse a la manifestación de la SPA. Deciden enviar a Reed a Moscú para establecer contacto con el Komintern. Al escuchar las palabras de su radical marido, Louise abandona la reunión. Ella intenta disuadir a John de ir y amenaza con irse si elige la política en lugar de escribir, pero él se muestra inflexible.
John recibe documentos a nombre de James Gormley y entra en secreto al barco. Después de una larga separación, Louise visita a Eugene O'Neill, el cínico empedernido bromea sobre su cambio de visión de la vida. Conmovida hasta lo más profundo, la niña regresa a casa y descubre que su perro Jesse ha desaparecido. Dos agentes del FBI irrumpieron inesperadamente en la casa y llegaron para arrestar a Reed.
Reed se reúne con Grigory Zinoviev, pero el comité ejecutivo de la Comintern, en el que está presente Karl Radek (Jan Trzyska), se niega a apoyar a los dos partidos comunistas estadounidenses dispares y está dispuesto a hacerlo cuando se unan. Zinoviev revela que el comité ha decidido mantener a Reed en Rusia hasta julio para trabajar en la Oficina de Propaganda e insiste en que la revolución es más importante que la familia, pero John se niega.
Reed está siendo interrogado en Finlandia como espía soviético. O'Neill ayuda a Louise a llegar a Noruega. El investigador arruga la carta de Louise. En prisión, Reed contrae escorbuto y le pide a un médico simpatizante de los bolcheviques que le comunique la noticia a su esposa. Louise en este momento llega a Finlandia a caballo y esquiando. Todavía no hay noticias, pero John está en libertad.
Petrogrado, 1920. Un grupo de soldados se encuentra con John en la estación y le dice que Lenin aceptó intercambiarlo por 50 profesores. Reed telegrafía a Louise repetidamente en Croton-on-Hudson. No hay respuesta de ella. John se encuentra con el exiliado Goldman, quien le informa de la línea del partido y le aconseja que se olvide de su esposa, quien supuestamente recibe telegramas pero guarda deliberadamente silencio. John escucha The Internationale en el apartamento vacío donde se alojaban él y su esposa. El médico informa a Louise, que ha llegado a la prisión finlandesa, que su marido ha sido liberado, pero no se informa de su paradero.
En el Congreso del Comintern, los delegados de diferentes países traducen las palabras de Reed de manera diferente, lo que genera confusión. Propone organizar interpretación simultánea al alemán, francés, italiano y español, y hacer del inglés el principal. Luis Fraina traduce las palabras de John a la delegación española. Karl Radek no apoya el deseo de Reed de adoptar una resolución contra las autoridades anticomunistas estadounidenses y la liberación de los presos políticos, cuestión a la que se dedicaron seis delegaciones. A pesar de que contó con el apoyo de Louis Fraina y la delegación británica, el debate fue detenido por la mayoría. Reed se niega a votar a favor del documento final y a participar más en el congreso de la Comintern.
Emma se da cuenta de que los bolcheviques no cumplen sus promesas, en particular, "fábrica a los trabajadores, tierra a los campesinos", persiguen a los disidentes e introducen la censura, John responde que sus teorías no se cruzan con la realidad y que el proceso ya se ha iniciado. Reed rompe el documento de dimisión delante de Zinoviev. Lo envían en tren como parte de la delegación a Bakú. Los pueblos del este acogen con entusiasmo a los comunistas y declaran la guerra santa a los infieles del oeste. En la estación, Goldman, a punto de irse, se encuentra con Louise. Reed está descontento de que Zinoviev haya hecho cambios arbitrarios en la traducción rusa de su discurso (“guerra santa” en lugar de “lucha de clases”) y acusa al revolucionario de suprimir la individualidad. De repente, los Guardias Blancos atacan el tren y, en la confusión, John corre tras la caballería rechazada.
En la estación de Moscú, Louise, con un pañuelo en la cabeza, no ve a su marido entre la delegación de Zinoviev, pero de repente descubre a John cerca. La pareja se abraza tiernamente. Un periodista debilitado enferma de tifus. En su delirio, John escucha gotas fuera de las ventanas. Le pregunta quién quiere Louise ir a Nueva York con él. Buscando una taza de agua, Louise la recibe de manos de un niño, al mismo tiempo que escucha el “Padre Nuestro” por los difuntos. Al regresar, ve a los médicos reunidos fuera de la habitación. Se queda sola con su difunto marido, sobre cuyo pecho llora en silencio.

## Reparto
- Warren Beatty como John Silas "Jack" Reed
- Diane Keaton como Louise Bryant
- Edward Herrmann como Max Eastman
- Jerzy Kosiński como Grigory Zinoviev
- Jack Nicholson como Eugene O'Neill
- Paul Sorvino como Louis C. Fraina
- Maureen Stapleton como Emma Goldman
- Nicolas Coster como Paul Trullinger
- William Daniels como Julius Gerber
- M. Emmet Walsh como locutor del Club Liberal
- Ian Wolfe como Mr. Partlow
- Bessie Love como Mrs. Partlow
- Max Wright como Floyd Dell

## Premios
La película ganó el Premio Oscar en las categorías de:
- Mejor director: Warren Beatty
- Mejor actriz de reparto: Maureen Stapleton
- Mejor fotografía: Vittorio Storaro

La película fue candidata a los Premios Óscar en las categorías de:
- Mejor película
- Mejor actor: Warren Beatty
- Mejor actor de reparto: Jack Nicholson
- Mejor actriz: Diane Keaton
- Mejor guion original
- Mejor dirección artística
- Mejor vestuario
- Mejor montaje
- Mejor sonido